# Cervantesiaceae
Họ Cervantesiaceae  Nickrent & Der, 2010 là một họ thực vật hạt kín mới đề xuất năm 2010, xếp trong bộ Santalales. Do vậy, họ này không có hệ thống APG III năm 2009 (không đổi so với hệ thống APG II năm 2003 và hệ thống APG năm 1998) mà chỉ được coi là một phần trong họ Santalaceae s. l., mà được đề cập trong website của APG như là nhóm Cervantesia.

## Phân loại
Chi điển hình: Cervantesia Ruiz & Pav.. Họ này khi được công nhận sẽ bao gồm 8 chi với 21 loài:
- Acanthosyris (Eichl.) Griseb.: 3 loài từ vùng ôn đới Nam Mỹ.
- Cervantesia Ruiz & Pav.: 4 loài tại vùng Andes ở Nam Mỹ.
- Iodina (đồng nghĩa: Jodina Hook. & Arn. ex Meisn.: 1 loài (I. rhombifolia (Hook. & Arn.) Reiss.) ở miền nam Brasil, Uruguay và Argentina.
- Okoubaka Pellegr. & Normand: 2 loài tại vùng nhiệt đới châu Phi.
- Pilgerina Rogers, Nickrent & Malécot: 1 loài (P. madagascariensis Rogers, Nickrent & Malécot) tại Madagascar.
- Pyrularia Michx. 3 loài, trong đó 1 từ đông nam Hoa Kỳ và 2 tại Trung Quốc. Tại Việt Nam có 1 loài là đàn lê (Pyrularia edulis (Wall.) A. DC.).
- Scleropyrum Arn.: khoảng 6 loài từ Ấn Độ, Đông Nam Á và Malesia. Tại Việt Nam có 1 loài với tên gọi gạo sấm, cao khậm hay cương lê wallich (Scleropyrum walchianum (Wight & Arn.) Arn.).
- Staufferia Rogers, Nickrent & Malécot: 1 loài (S. capuronii Rogers, Nickrent & Malécot) tại Madagascar.

## Đặc điểm
Cây gỗ hay cây bụi bán ký sinh, một số loài trong đó (Acanthosyris, Scleropyrum) với các gai trên cành hay nách lá. Giới tính của hoa thay đổi tùy theo chi, với hoa lưỡng tính (Acanthosyris, Cervantesia, v.v.), đơn tính khác gốc (Okoubaka, Staufferia) hay vừa có hoa đực, vừa có hoa cái lại có cả hoa lưỡng tính (Scleropyrum). Tương tự, các kiểu cụm hoa khác nhau như hoa đơn độc, xim 1 trục thứ cấp, bông, chùm, chùy và bó. Không có chứng cứ cho thấy đài hoa hay đài phụ tồn tại. Các hoa mẫu 4 hay 5 hình chuông hay hình nhạc mang các lông tơ trên các cánh hoa đối diện với các nhị và có lượng như nhau. Các nhị lép và nhuy lép có ở các loài với hoa đơn tính. Có dĩa tuyến mật, thường với các thùy lớn so le giữa các cánh hoa. Vị trí bầu nhụy từ thượng (Cervantesia), bán hạ (Acanthosyris), hay hạ toàn phần (các chi còn lại), tùy thuộc điều kiện tồn tại. Dường như là có xu hướng trở thành hạ toàn phần trong quá trình tạo quả. Bầu nhụy 1 ngăn với cột thực giá noãn thẳng hay xoắn (Acanthosyris, Cervantesia, Jodina). Quả là quả hạch, loại to lớn nhất trong bộ Santalales. Trong các chi Cervantesia, Iodina và Staufferia thì 5 mảnh vỏ bao hoa trải rộng theo hướng xuống gốc trong quá trình tạo quả. Trong quả thành thục các mảnh vỏ này hoặc là còn lại trên quả (Cervantesia, Staufferia) hoặc ở chi Iodina thì vỏ quả ngoài mé ngoài nứt ra để lại vỏ quả ngoài mé trong dày cùi thịt, màu trắng che phủ lên vỏ quả giữa dạng hạch.

## Phát sinh chủng loài
Nhánh bao gồm các chi của họ Cervantesiaceae được hỗ trợ mạnh bởi các dữ liệu phân tử và các mối quan hệ liên chi đã được giải quyết hoàn toàn. Theo đó, họ này bao gồm hai nhánh:
- Nhánh 1 với Acanthosyris, Cervantesia và Jodina (nhánh Nam Mỹ hay nhánh Cervantesia)
- Nhánh 2 bao gồm các chi còn lại (nhánh Pyrularia).

Về mặt địa sinh học, chi Pyrularia thể hiện sự phân bố đứt đoạn tại miền đông Bắc Mỹ, Đông Á, tương tự như ở chi Buckleya (họ Thesiaceae). Các quả lớn của Acanthosyris annonagustata C. Ulloa & P. Jørg được người dân bản địa dùng làm thức ăn. Tính ăn bám của A. asipapote M. Nee và Okoubaka đối với thảm thực vật xung quanh đã được chứng minh bằng tư liệu và là đủ tồi tệ để hạn chế sự phát triển mùa màng của các loài cây đó.
Cây phát sinh chủng loài dưới đây lấy theo Der J. P. & Nickrent D. L., 2008.
|  | \| \| Okoubaka \| \| \| \| \| \| Scleropyrum \| \| \| \| |
|  |                                                          |
|  | Staufferia                                               |
|  |                                                          |
|  | Okoubaka                                                 |
|  |                                                          |
|  | Scleropyrum                                              |
|  |                                                          |

|  | Okoubaka    |
|  |             |
|  | Scleropyrum |
|  |             |

|  | \| \| Okoubaka \| \| \| \| \| \| Scleropyrum \| \| \| \| |
|  |                                                          |
|  | Staufferia                                               |
|  |                                                          |
|  | Okoubaka                                                 |
|  |                                                          |
|  | Scleropyrum                                              |
|  |                                                          |

|  | Okoubaka    |
|  |             |
|  | Scleropyrum |
|  |             |

|  | \| \| Okoubaka \| \| \| \| \| \| Scleropyrum \| \| \| \| |
|  |                                                          |
|  | Staufferia                                               |
|  |                                                          |
|  | Okoubaka                                                 |
|  |                                                          |
|  | Scleropyrum                                              |
|  |                                                          |

|  | Okoubaka    |
|  |             |
|  | Scleropyrum |
|  |             |

|  | \| \| Okoubaka \| \| \| \| \| \| Scleropyrum \| \| \| \| |
|  |                                                          |
|  | Staufferia                                               |
|  |                                                          |
|  | Okoubaka                                                 |
|  |                                                          |
|  | Scleropyrum                                              |
|  |                                                          |

|  | Okoubaka    |
|  |             |
|  | Scleropyrum |
|  |             |

|  | \| \| Okoubaka \| \| \| \| \| \| Scleropyrum \| \| \| \| |
|  |                                                          |
|  | Staufferia                                               |
|  |                                                          |
|  | Okoubaka                                                 |
|  |                                                          |
|  | Scleropyrum                                              |
|  |                                                          |

|  | Okoubaka    |
|  |             |
|  | Scleropyrum |
|  |             |

|  | \| \| Okoubaka \| \| \| \| \| \| Scleropyrum \| \| \| \| |
|  |                                                          |
|  | Staufferia                                               |
|  |                                                          |
|  | Okoubaka                                                 |
|  |                                                          |
|  | Scleropyrum                                              |
|  |                                                          |

|  | Okoubaka    |
|  |             |
|  | Scleropyrum |
|  |             |

|  | \| \| Okoubaka \| \| \| \| \| \| Scleropyrum \| \| \| \| |
|  |                                                          |
|  | Staufferia                                               |
|  |                                                          |
|  | Okoubaka                                                 |
|  |                                                          |
|  | Scleropyrum                                              |
|  |                                                          |

|  | Okoubaka    |
|  |             |
|  | Scleropyrum |
|  |             |

|  | \| \| Okoubaka \| \| \| \| \| \| Scleropyrum \| \| \| \| |
|  |                                                          |
|  | Staufferia                                               |
|  |                                                          |
|  | Okoubaka                                                 |
|  |                                                          |
|  | Scleropyrum                                              |
|  |                                                          |

|  | Okoubaka    |
|  |             |
|  | Scleropyrum |
|  |             |

|  | \| \| Acanthosyris \| \| \| \| \| \| Iodina \| \| \| \| |
|  |                                                         |
|  | Cervantesia                                             |
|  |                                                         |
|  | Acanthosyris                                            |
|  |                                                         |
|  | Iodina                                                  |
|  |                                                         |

|  | Acanthosyris |
|  |              |
|  | Iodina       |
|  |              |

|  | \| \| Acanthosyris \| \| \| \| \| \| Iodina \| \| \| \| |
|  |                                                         |
|  | Cervantesia                                             |
|  |                                                         |
|  | Acanthosyris                                            |
|  |                                                         |
|  | Iodina                                                  |
|  |                                                         |

|  | Acanthosyris |
|  |              |
|  | Iodina       |
|  |              |

|  | \| \| Okoubaka \| \| \| \| \| \| Scleropyrum \| \| \| \| |
|  |                                                          |
|  | Staufferia                                               |
|  |                                                          |
|  | Okoubaka                                                 |
|  |                                                          |
|  | Scleropyrum                                              |
|  |                                                          |

|  | Okoubaka    |
|  |             |
|  | Scleropyrum |
|  |             |

|  | \| \| Okoubaka \| \| \| \| \| \| Scleropyrum \| \| \| \| |
|  |                                                          |
|  | Staufferia                                               |
|  |                                                          |
|  | Okoubaka                                                 |
|  |                                                          |
|  | Scleropyrum                                              |
|  |                                                          |

|  | Okoubaka    |
|  |             |
|  | Scleropyrum |
|  |             |

|  | \| \| Okoubaka \| \| \| \| \| \| Scleropyrum \| \| \| \| |
|  |                                                          |
|  | Staufferia                                               |
|  |                                                          |
|  | Okoubaka                                                 |
|  |                                                          |
|  | Scleropyrum                                              |
|  |                                                          |

|  | Okoubaka    |
|  |             |
|  | Scleropyrum |
|  |             |

|  | \| \| Okoubaka \| \| \| \| \| \| Scleropyrum \| \| \| \| |
|  |                                                          |
|  | Staufferia                                               |
|  |                                                          |
|  | Okoubaka                                                 |
|  |                                                          |
|  | Scleropyrum                                              |
|  |                                                          |

|  | Okoubaka    |
|  |             |
|  | Scleropyrum |
|  |             |

|  | \| \| Okoubaka \| \| \| \| \| \| Scleropyrum \| \| \| \| |
|  |                                                          |
|  | Staufferia                                               |
|  |                                                          |
|  | Okoubaka                                                 |
|  |                                                          |
|  | Scleropyrum                                              |
|  |                                                          |

|  | Okoubaka    |
|  |             |
|  | Scleropyrum |
|  |             |

|  | \| \| Okoubaka \| \| \| \| \| \| Scleropyrum \| \| \| \| |
|  |                                                          |
|  | Staufferia                                               |
|  |                                                          |
|  | Okoubaka                                                 |
|  |                                                          |
|  | Scleropyrum                                              |
|  |                                                          |

|  | Okoubaka    |
|  |             |
|  | Scleropyrum |
|  |             |

|  | \| \| Okoubaka \| \| \| \| \| \| Scleropyrum \| \| \| \| |
|  |                                                          |
|  | Staufferia                                               |
|  |                                                          |
|  | Okoubaka                                                 |
|  |                                                          |
|  | Scleropyrum                                              |
|  |                                                          |

|  | Okoubaka    |
|  |             |
|  | Scleropyrum |
|  |             |

|  | \| \| Okoubaka \| \| \| \| \| \| Scleropyrum \| \| \| \| |
|  |                                                          |
|  | Staufferia                                               |
|  |                                                          |
|  | Okoubaka                                                 |
|  |                                                          |
|  | Scleropyrum                                              |
|  |                                                          |

|  | Okoubaka    |
|  |             |
|  | Scleropyrum |
|  |             |

|  | \| \| Acanthosyris \| \| \| \| \| \| Iodina \| \| \| \| |
|  |                                                         |
|  | Cervantesia                                             |
|  |                                                         |
|  | Acanthosyris                                            |
|  |                                                         |
|  | Iodina                                                  |
|  |                                                         |

|  | Acanthosyris |
|  |              |
|  | Iodina       |
|  |              |

|  | \| \| Acanthosyris \| \| \| \| \| \| Iodina \| \| \| \| |
|  |                                                         |
|  | Cervantesia                                             |
|  |                                                         |
|  | Acanthosyris                                            |
|  |                                                         |
|  | Iodina                                                  |
|  |                                                         |

|  | Acanthosyris |
|  |              |
|  | Iodina       |
|  |              |